# Der Delta Faktor
Der Delta Faktor (Originaltitel: The Delta Factor) ist ein Actionfilm aus dem Jahr 1970. Tay Garnett, der auch Drehbuchautor und Produzent war, inszenierte den Film nach dem gleichnamigen Roman von Mickey Spillane.

## Handlung
Der wegen Diebstahls von 40 Millionen US-Dollar verurteilte Morgan bricht aus einem Hochsicherheitsgefängnis aus, wird jedoch schon bald wieder gefasst. Morgan, der immer wieder seine Unschuld beteuert, wird vor die Wahl gestellt: entweder er hilft bei der Befreiung eines Wissenschaftlers aus den Händen eines karibischen Diktators oder er muss ins Gefängnis zurück. Er entscheidet sich für die Rettungsaktion.
Als Vorbereitung auf die Mission muss Morgan die hübsche CIA-Agentin Kim Stacy heiraten. Auf der Karibikinsel angekommen gibt sich Morgan als Drogenhändler aus. Kurze Zeit später bekommt er Zugang zu der Festung, in der der Wissenschaftler und hunderte von politischen Gefangenen einsitzen. Er macht sich mit den Anlagen vertraut und arbeitet einen Befreiungsplan aus.
Nach Morgans Plan soll Kim mit einem Flugzeug der CIA auf einem Flugplatz warten. Er dringt in die Festung ein, befreit den Wissenschaftler und die anderen Gefangen. Morgan und der Wissenschaftler können den anrückenden Soldaten des Diktators entkommen. Auf dem Flugplatz trifft Morgan auf seinen alten Kriegskameraden Sal Dekker, der die 40 Millionen in Wahrheit gestohlen und Morgan betrogen hat, damit dieser für den Diebstahl verurteilt wird, und nun Kim mit einer Waffe bedroht. Morgan kann Dekker dazu bringen, vor Kim seine Schuld einzugestehen, und ihn dann töten. An Bord der Maschine bekennt Morgan der befreiten Kim, dass er sich in sie verliebt hat. Zusammen wollen sie den Wissenschaftler zurückbringen und dann nach dem verschwundenen Geld suchen, um Morgans Namen reinzuwaschen.

## Kritik
Für das Lexikon des internationalen Films ist Der Delta Faktor ein „routiniert inszenierter Actionfilm nach dem Kriminalroman von Mickey Spillane.“

## Hintergrund
Der Film wurde am 15. Mai 1970 in Nashville uraufgeführt. In Deutschland lief er am 6. Januar 1993 erstmals im Fernsehen.
Gedreht wurde in Nashville und auf der Insel Puerto Rico.